# Società Sportiva Villacidrese Calcio
La Società Sportiva Villacidrese Calcio, meglio nota come Villacidrese, è una società calcistica italiana con sede nella città di Villacidro, in provincia del Sud Sardegna.
La società, fondata nel 1979 con il nome di Fenalc, è partita dalla Terza Categoria riuscendo a raggiungere il professionismo con la promozione in Lega Pro Seconda Divisione al termine della stagione 2008-2009.
Nella stagione 2010-2011, dopo la retrocessione in Serie D, la squadra non si è iscritta a nessun campionato ed è successivamente fallita.
Una nuova società, con lo stesso nome, dalla stagione 2011-2012 ne ha ripreso la storia, ripartendo dalla Terza categoria. Nella stagione 2024-2025 militerà nel campionato di Promozione Sardegna.
I colori sociali sono il giallo e il blu in seguito alla fusione societaria con l'altra squadra del paese, la S.S. Riunite Villacidro, sostituendo i precedenti bianco e celeste. Disputa le partite di casa allo stadio Comunale di Villacidro.

## Storia
La Società Sportiva Villacidrese Calcio è stata fondata nel 1979, in corrispondenza alla fusione fra le due squadre principali di Villacidro, il Sa Spendula e il Villacidro.
Nei primi anni la società è stata denominata Fenalc, poi successivamente nel 1981-1982 ottenne il cambio di colore delle maglie che passarono da viola a bianco-celeste.
Nel 1981-1982 il nome venne cambiato in Villacidrese.
La Villacidrese passò molti anni nelle basse categorie, fin quando nella stagione 1998-1999 vinse il campionato di Eccellenza che la portò alla prima storica promozione in Serie D.

### 2008-2009: la storica promozione in Lega Pro
Il 10 maggio 2009, vincendo 2-0 in casa del Gaeta, vince il proprio girone di Serie D con una giornata d'anticipo conquistando la sua storica prima promozione in Lega Pro Seconda Divisione.

#### Il cammino in Coppa Italia Dilettanti
Dopo un ottimo cammino nella Coppa Italia Dilettanti nel 2008-2009 condito dal 4-0 inflitto al Rieti, dal 5-0 rifilato al Castelsardo e dal 2-0 al Tavolara, diretta concorrente per la promozione in Lega Pro Seconda Divisione, la Villacidrese sconfigge in semifinale la Sacilese. La finale giocata contro il Sapri Calcio vide i biancocelesti vincenti sul proprio campo per 1-0 con gol di Alessio Figos; la partita di ritorno si chiuse con un pareggio a reti bianche.
Nonostante la vittoria sul campo la Villacidrese risultò ufficialmente sconfitta per 3-0 a tavolino nella partita d'andata per avere mandato in campo Vittorio Cammarosano nonostante la squalifica per diffida subita qualche anno prima in una differente società, mai scontata. Dopo questo fatto la Villacidrese chiude la Coppa Italia Dilettanti in seconda posizione.

### Il professionismo
Dopo una sofferta salvezza nella prima stagione la squadra si iscrive con enormi difficoltà alla Lega Pro Seconda Divisione 2010-2011 e inserita nel girone B retrocede all'ultimo posto malgrado un buon campionato. Fatali i ben tredici punti di penalizzazione inflitti nell'arco del campionato che l'hanno distanziata dal Fano e dalla Sangiovannese.

### Il fallimento e la rifondazione
Il 28 luglio 2011 il consiglio direttivo della Lega Dilettanti comunica l'esclusione dal campionato per non avere presentato ricorso contro la bocciatura della CovisoD. In verità, come poi accertato successivamente, è stata la stessa Villacidrese a rifiutare l'iscrizione al campionato nonostante le insistenze della FIGC. Da allora ogni anno viene ricordata questa data storica; infatti, orde di probiviri si accalcano fuori delle mura del tribunale di Cagliari in attesa della cerimonia di suffragio. .
La Villacidrese viene immediatamente rifondata e iscritta al campionato 2011-2012 Terza Categoria Medio Campidano, militando nel girone G. Diviene così la seconda squadra di Villacidro dopo la S.S. Riunite Villacidro (con i colori sociali gialli e blu) in Eccellenza Sardegna. Nel campionato 2012-2013 ritorna la prima squadra di Villacidro, visto il fallimento del S.S. Riunite Villacidro, ottenendo la promozione al campionato di Seconda Categoria 2013-2014.
Nel 2013-2014 si è classificata al secondo posto in classifica, ottenendo poi la promozione in Prima Categoria attraverso gli spareggi play-off.
Nel campionato seguente, 2014-2015, la Villacidrese arriva prima insieme al Senorbì nel girone B di Prima Categoria, rendendo necessario lo spareggio per determinare la vincitrice del torneo. Lo spareggio con il Senorbì vede vincitrice quest'ultima per 1-0, costringendo la formazione villacidrese ad affrontare i play-off per la promozione, nei quali ottiene la vittoria per 2-1 contro l'Orione 96, formazione cagliaritana qualificatasi seconda nel girone A, ottenendo così il lasciapassare per la Promozione.

### La fusione societaria con la S.S. Riunite Villacidro
Nel 2018 si ha notizia della fusione societaria con la S.S. Riunite Villacidro, che per anni è stata l'altra sponda calcistica di Villacidro. La cittadina viene così rappresentata da una sola società, che mantiene il nome della Villacidrese Calcio e adotta i colori sociali della S.S. Riunite Villacidro, il giallo e il blu, al posto dello storico binomio bianco-celeste.
Nel campionato 2020-2021 milita nel campionato di Promozione ed è prima in classifica al momento della sospensione del campionato per via delle conseguenze della pandemia di Covid-19.
Nel campionato 2021-2022 milita nel campionato di Eccellenza Sardegna dopo il ripescaggio ottenuto per meriti sportivi, in virtù della riforma dei campionati regionali varata dalla FIGC Sardegna.

## Colori e simboli

### Colori
Il colore sociale della Fenalc all'atto della sua fondazione fu il viola, che venne sostituito nel 1981 dal bianco e dal celeste. In seguito alla fusione societaria con la S.S. Riunite Villacidro, avvenuta nel 2018, i colori sociali divengono il giallo e il blu.

### Simboli ufficiali

#### Stemma
Lo stemma della società è uno scudo.
Sulla parte superiore viene indicato il nome della società, sulla parte inferiore è invece indicato l'anno 1979, anno di fondazione della S.S. Villacidrese. Al centro dello scudo una V con al centro l'isola di Sardegna e un pallone, su sfondo a bande verticali gialle e blu.

#### Inno
L'inno della Villacidrese si intitola Villacidrese Olè, cantato da Massimo Zaccheddu.

## Strutture

### Stadio
La Villacidrese gioca le partite casalinghe all'impianto sportivo Comunale.
L'impianto presenta le seguenti caratteristiche:
- Posti totali: 2 000
- Posti al coperto: 1 000
- Larghezza campo: 65 m
- Lunghezza campo: 105 m
- Fondo: erba
- Copertura campo: Parzialmente coperto

## Società

### Sponsor
| Cronologia degli sponsor ufficiali - ?-2011 Sardegna | Cronologia degli sponsor tecnici - ?-2011 Sportika |

## Allenatori e presidenti
| Allenatori - 1979-1980 A. Saiu - 1980-1988 Alfonso Caputo - 1988-1989 Salvatore Piga - 1989-1993 F. Vacca - 1993-1994 G. Asini - 1994-1996 N. Falchi - 1996-1997 Mura N. Falchi - 1997-1998 N. Falchi - 1998-2002 Bernardo Mereu - 2002-2003 Elvio Salvori - 2003-2004 Giancarlo Sibilia - 2004-2005 Salvori Giancarlo Sibilia - 2005-2007 Giancarlo Sibilia - 2007-2011 Bernardo Mereu | Presidenti - 1979-1982 Franco Sollai - 1982-1983 P. Ortu - 1983-1984 Loi - 1984-1988 ... - 1988-1989 Giovanni Meloni - 1989-1991 F. Tuveri - 1991-1994 B. Costa - 1994-1995 S. Muscas - 1994-1995 S. Muscas A. Piras - 1995-1999 A. Piras - 1999-2005 Siro Marrocu - 2005-2006 Aldo Bonogli - 2006-2011 Siro Marrocu - 2011-oggi Matteo Marrocu |

## Palmarès

### Competizioni interregionali
Serie D: 1 (5 livello)
2008-2009 (Girone G)

### Competizioni regionali
Eccellenza: 1 (I livello)
1998-1999
Promozione: 1 (II livello)
1995-1996 (Girone A)
Prima Categoria: 1 (III livello)
1993-1994 (Girone B), 2014-2015 (Girone B), 2018-2019 (Girone B)
Terza Categoria / Seconda Categoria: 3 (IV livello)
1982-1983 (Girone Cagliari), 1988-1989 (Girone Cagliari), 1992-1993 (Girone B)
Coppa Sardegna: 1
1997-1998

### Altri piazzamenti
- Serie D:

Terzo posto: 2001-2002 (girone B), 2003-2004 (girone B)
- Promozione:

Secondo posto: 1994-1995 (girone A)
- Seconda Categoria:

Terzo posto: 1989-1990 (girone C), 1991-1992 (girone C)
- Coppa Italia Serie D:

Finalista: 2008-2009

## Statistiche e record

### Partecipazione ai campionati
| Livello | Categoria                  | Partecipazioni | Debutto   | Ultima stagione | Totale |
| ------- | -------------------------- | -------------- | --------- | --------------- | ------ |
| 4º      | Lega Pro Seconda Divisione | 2              | 2009-2010 | 2010-2011       | 2      |
| 5º      | Serie D                    | 10             | 1999-2000 | 2008-2009       | 10     |